# Escut de Vallat
L'escut de Vallat és el símbol representatiu oficial de Vallat, municipi del País Valencià, a la comarca de l'Alt Millars. Té el següent blasonament:
| « | Escut ibèric, partit. Al primer quarter, en camp de gules, un castell d'argent, maçonat i aclarit de sable. Al segon quarter, en camper d'or, una branca d'olivera de sinople fruitada de sable, creuada en sautor amb una alabarda d'atzur amb mànec de sable. Al timbre, una corona reial oberta. | » |

## Història
L'escut s'aprovà per Resolució de 22 de juliol de 1993, del conseller d'Administració Pública, publicada en el DOGV núm. 2.110, de 24 de setembre de 1993.
S'hi representa l'antic castell de Ganalur, avui desaparegut, que formava part del senyoriu del governador almohade Abū Zayd, representat a la segona partició per l'alabarda i la branca d'olivera.